# Martin Havel (fotbalista)
Martin Havel (* 12. března 1971) je bývalý český fotbalista, obránce.

## Fotbalová kariéra
V české lize hrál za SK Dynamo České Budějovice. Nastoupil ve 22 ligových utkáních a dal 1 gól. Ve druhé lize hrál za Bohemians Praha a SK Chrudim.

## Ligová bilance
| Ročník                          | Zápasy | Góly | Klub                       |
| ------------------------------- | ------ | ---- | -------------------------- |
| 1. česká fotbalová liga 1994/95 | 7      | 0    | SK Dynamo České Budějovice |
| 1. česká fotbalová liga 1995/96 | 2      | 0    | SK Dynamo České Budějovice |
| 1. česká fotbalová liga 1996/97 | 13     | 1    | SK Dynamo České Budějovice |
| CELKEM                          | 22     | 1    |                            |